# 이림 (1501년)
이림(李霖, 1501년 ~ 1546년)은 조선 중기의 문신, 정치인이자 외교관이다. 자(字)는 중망(仲望), 본관은 함안(咸安)이다. 문신이자 정치인, 성리학자인 이세응의 아들이다. 중종 때 세자를 제거하려는 인사들을 규탄하였고, 병조참의가 되어서는 국가의 위급함을 지적하며 간당을 성토하다가 윤원형의 미움을 받고, 윤임, 유인숙, 유관의 일파로 몰렸다.
1519년(중종 14) 생원시에 입격하여 생원이 되고 1524년(중종 19) 별시문과에 을과로 급제하여 승문원 정자, 승정원 가주서, 승정원 박사, 정자, 부수찬 등을 지냈다. 이후 이조정랑, 대사간 등을 역임하고 통정(通政) 행사간원대사간에 이르렀다. 문장에 능하여 1541년(중종 36) 명나라에 파견도는 진위사로 연경에 다녀왔고, 1544년에는 천추사로 명나라를 다녀왔다. 윤원형 일파와 갈등하다가 1545년(인종 1)을사사화 때 윤원형 일파의 모함을 받아 윤임, 유관 등과 관련이 있다는 누명을 쓰고 곤장을 맞은 뒤 의주로 유배되었다가, 1546년 배소에서 사사당했다. 경기도 부천 출신.

## 생애

### 출생과 가계
1501년(연산군 7)에 부천군에서 태어났으며 본관은 함안(咸安)이고 자는 중망(仲望)이다. 할아버지는 사복시부정, 익산군수, 사재감부정을 지내고 사후 증 이조참판에 추증된 함성군(咸城君) 이계통(李季通)이고, 아버지는 문신이자 정치인, 성리학자인 정국공신 양간공 이세응(李世應)이며, 어머니 경주김씨는 사헌부집의를 지낸 김미(金楣)의 딸이다. 충렬공 이방실의 7대손이 된다.
학자이자 문신이었던 아버지 이세응은 1506년(연산군 12) 중종 반정에 참여하고 분의 정국공신 4등에 녹선되었다.
그는 남명 조식(南冥曺植) 등과 교류하며 매우 각별하게 지냈다. 조식은 후일 그가 죽은 뒤 그의 행적을 기록으로 남기기도 했다.

### 관료 생활
1519년(중종 14) 생원시에 입격하여 생원이 되고 1524년(중종 19) 별시문과에 을과로 급제하였으며, 승문원정자(正字)가 되었다. 이후 승정원가주서가 되고, 1524년 가주서 재직 중 계초(啓草)를 집에 가져갔다가 사간원의 탄핵을 받기도 했다. 1525년 승문원정자, 1526년 9월 승정원박사를 거쳐, 이후 부수찬이 되었다가 이조정랑이 되었다. 이조정랑 재임 시에는 사간원으로부터 무고한 탄핵을 받기도 하였다. 그가 대사간으로 있을 때 동궁(東宮)에 불이 났는데, 세자 인종은 비록 화를 모면하였다. 그러나 소윤(小尹) 윤원형(尹元衡)이 범인으로 지목되어 공론이 나타나자, 그는 임금의 총애가 한쪽으로 치우쳐 일어난 일이라는 상소문을 올려 이때부터 윤원형 일파로부터 미움을 받았다. 이후 소윤 윤원형 일파와 갈등하였다.
1537년(중종 32) 평산부사(平山府使)를 거쳐 이듬해 김해부사(金海府使)로 부임하였다. 김해부사 재직 중 경상도 관찰사 강현(姜顯)의 근무성적 보고에 의하면 "염평 공서(廉平公恕)하여 정사하는 것이 너그럽고 간이(簡易)하니, 아전은 어질고 백성들은 감복하여 온 경내(境內)가 편안하다" 하였다.
그는 문장에 능하여 1541년(중종 36) 9월 명나라로 파견되는 동지사(冬至使) 허자(許磁)와 함께 진위사(進慰使)로서 연경을 방문하고 1542년 2월 귀국하였다. 1544년(인종 1) 공조참의가 되었다가 그 해 7월 3일 명나라에 파견되는 천추사(千秋使)에 임명되어 연경을 방문하고 그해 11월 25일에 되돌아왔다. 행사간원대사간으로 통정(通政)에 올랐다.

### 생애 후반
1545년(인종 1) 병조참의(兵曹參議)에 제수되었으며, 국가(國家)가 위급함을 지적하며 간당(奸當)을 성토(聲討)하였다. 이어 병조참지(參知)가 되었다. 이해에 인종이 갑자기 사망하고 이복동생 경원대군이 명종으로 즉위하자 윤원형 일파는 을사사화를 꾸민다. 이때 그는 윤임(尹任), 유관(柳灌), 유인숙 등과 연루되었다며 윤원형 일파, 허자 등로부터의 모함을 받고 윤임 일파로 몰려 을사사화 때 의금부에 투옥되어 곤장을 맞고 1545년(명종 즉위) 9월 11일 의주(義州)로 유배되었다. 이때 고문을 당한 이덕응이 그가 유관, 유인숙 등과 친하다고 공술하면서 이것이 증거로 채택된 것이다.
이때 그의 형제인 이진(李震) 등도 충청남도 태안 등에 부처되었다가, 1565년 12월 석방되었다. 1546년(명종 1) 가을 의주군 배소에서 사약을 받고 사사(賜死)되었다.

### 사후
시신은 운구되어 경기도 광주군 경안면 중리(현, 광주시 중대동) 영장산 남쪽, 할아버지 이계통의 묘소 동쪽 언덕 임좌(壬坐)에 안장되었다. 뒤에 부인 광산김씨가 안장되어 쌍분으로 묘가 조성되었다. 아들이 없어 친족의 아들 창형을 양자로 들였다.
1547년 가산(家産)을 적몰(籍沒)당했으며 이후로도 1550년 대사헌 송세형, 대사간 원계검 등과, 사간 이무강(李無疆) 등이 그에게 죄를 더 주어야 된다는 탄핵을 하였다. 1565년(명종 20) 12월 신원(伸寃)되어 복관(復官)되었다가 취소되었으나, 선조 즉위 후인 1568년(선조 1) 2월 24일 신원되고, 복직되었으며 그에 연좌된 인사들도 곧 석방되었다.
후에 남명 조식이 그의 전기(傳記)를 지었다. 그밖에도 연려실기술의 을사당적조(乙巳黨籍條)에 그의 행적이 수록되었다. 그의 사람됨됨이에 대해서는 성격이 강직하고 효성이 지극했으며, 충성스럽고 신실하였다 한다. 조식은 그의 성품에 대해 얼음을 담은 옥병이라 평가하였다.

## 가족 관계
- 증조부 : 이흥손(李興孫)
- 할아버지 : 이계통(李季通, 1439년 ~ 1491년 10월 2일)
- 할머니 : 전주유씨(全州柳氏, ? - 1501년 8월 25일), 곽산군수 유맹기(柳孟沂)의 딸
  - 숙부 : 이시응(李時應)
- 아버지 : 이세응(李世應, 1473년 ~ 1528년 8월 26일)
- 어머니 : 경주김씨(慶州金氏), 사헌부집의 김미(金楣)의 딸
  - 누나 : 함안이씨(咸安李氏)
  - 매부 : 정홍필(鄭弘弼)
  - 누나 : 함안이씨(咸安李氏, 1492년 12월 1일 ~ 1536년 10월 7일)
  - 매부 : 이광식(李光軾, 1493년 ~ 1563년)
  - 누나 : 함안이씨(咸安李氏)
  - 매부 : 류사기(柳思琦)
  - 누나 : 함안이씨(咸安李氏)
  - 매부 : 성수영(成守瑛)
  - 형 : 이진(李震, 1500년 3월 17일 - 1573년 6월 1일)
  - 형수 : 전주이씨, 계림부정 이탄의 딸, 자녀 없음
  - 형수 : 밀양박씨, 현감 박문노(朴文王+路)의 딸
  - 동생 : 이제(李霽, 1507년 - 1543년)
  - 제수 : 덕수이씨, 판서 이파(李芭)의 딸
- 부인 : 광산김씨(光山金氏, 1505년 ~ 1564년 12월 30일), 의정부좌찬성 김극핍의 딸
  - 양자 : 이창형(李昌亨)
  - 양며느리 : 풍양조씨
  - 양며느리 : 의령남씨
  - 딸 : 함안이씨(咸安李氏)
  - 사위 : 하춘년(河春年)
  - 딸 : 함안이씨(咸安李氏)
  - 사위 : 조여경(趙餘慶)
  - 딸 : 함안이씨(咸安李氏)
  - 사위 : 장몽주(張夢周)
  - 딸 : 함안이씨(咸安李氏)
  - 사위 : 황덕원(黃德元)

- 장인 : 김극핍(1472년 ~ 1531년)
- 외조부 : 김미(金楣)

## 같이 보기
| - 이세응 - 이계통 - 이광식 - 조식 - 김극핍 - 을사사화 - 윤원형 - 윤임 | - 김극핍 - 작서의 변 - 이기 - 이언적 - 유관 - 유관숙 |

## 참고 문헌
- 중종실록
- 명종실록
- 연려실기술
- 남명집